# Rodoški kolos
Rodoški kolos (starogrško ὁ Κολοσσὸς Ῥόδιος ho Kolossòs Rhódios)  je bil kip grškega boga sonca Helija, postavljenega v mestu Rodos, na istoimenskem grškem otoku, kiparja Haresa iz Lindosa, leta 280. pr. n. št.. Eden od sedmih čudes antičnega sveta je bil zgrajen v čast zmage Rodosa nad ciprskim vladarjem Antigonom I. Monofthalmom, katerega sin je neuspešno oblegal Rodos leta 305 pr. n. št.. Po večini sodobnih opisov je bil kolos približno 70 laktov ali 33 metrov visok (približna višina Kipa svobode) od stopal do krone, zato je bil najvišji kip starega sveta. Uničen je bil med potresom leta 226 pr. n. št. in ni bil nikoli obnovljen.
Od leta 2015 obstajajo začasni načrti za izgradnjo novega Kolosa v pristanišču Rodos, čeprav dejanska lokacija izvirnika ostaja sporna.

## Obleganje Rodosa
{{glavni| Obleganje Rodosa (305 pr. n. št.)
V poznem 4. stoletju pred našim štetjem je Rodos, povezan s Potemejem I. Soterjem, preprečil množično invazijo, ki jo je povzročil njihov skupni sovražnik Antigon I. Monofthalm.
Leta 304 pr. n. št. je prispela pomoč ladij, ki jih je poslal Ptolemej in Antigonova vojska je opustila obleganje in zapustila večino svoje oblegovalne opreme. Da bi praznovali zmago, so Rodošani prodali opremo za 300 talentov  in se odločili, da denar porabijo za izgradnjo ogromnega kipa svojega pokrovitelja boga Helija. Gradnja je bila prepuščena vodstvu Haresa, po rodu iz Lindosa na Rodosu, ki je pred tem sodeloval pri velikih kipih. Njegov učitelj, kipar Lizip, je zgradil 22 m visok kip Zevsa pri Tarentumu.

## Zgradba
Gradnja se je začela leta 292 pr. n. št. Antični opisi, ki se v določeni meri razlikujejo, opisujejo strukturo, ki je bila zgrajena iz železnih palic, na katere so bile pritrjene medeninaste plošče, ki so tvorile kožo. Notranjost zgradbe, ki je stala na 15 m visokem belem marmornem podstavku, blizu pristanišča Mandraki, je bila potem, ko je gradnja napredovala, napolnjena s kamnitimi bloki . Drugi viri postavljajo kolos na valobran v pristanišču. Po večini sodobnih opisov je bil sam kip približno 70 lakta ali 33 metrov visok. Veliko železa in brona je bilo pretopljeno iz raznega orožja, ki ga je pustila Demetrieva vojska, zapuščen oblegovalni stolp pa se je med gradnjo uporabil za odre. Zgornji deli so bili zgrajeni s pomočjo velike zemeljske klančine. Med gradnjo so delavci ob straneh kolosa nabirali zemlja. Po zaključku je bila vsa zemlja odstranjena in kolos je ostal samostojen. Po dvanajstih letih, leta 280 pr. n. št., je bil kip dokončan. Ohranjeno v grških antologijah poezije je tisto, za kar se domneva, da je resnično pristno besedilo za Kolos.
Za vas, o Sonce, so ljudje dorskega Rodosa postavili ta bronasti kip, ki je dosegel Olimp, ko so umirili vojne in kronali svoje mesto z plenom, ki so ga vzeli od sovražnika. Ne le nad morjem, temveč tudi na kopnim so prižgali čudovito baklo svobode in neodvisnosti. Kajti potomci Herakleja pripadajo morju in kopnem.
Sodobni inženirji so podali verodostojno hipotezo o konstrukciji kipa, ki temelji na tehnologiji tistega časa (in ni temeljila na sodobnih načelih potresnega inženirstva) in na opisih Fila in Plinija, ki sta videla in opisala ruševine.
Spodnji podstavek naj bi bil premera najmanj 18 metrov in krožne ali osmerokotne oblike. Noge so bile klesane iz kamna in pokrite s tankimi bronastimi ploščami, zakovičenimi skupaj. Osem kovanih železnih palic, nastavljenih v sevajočem horizontalnem položaju, je oblikovalo gležnje in se zmanjšale, ko so sledile linijam nog. Posamične zakrivljene bronaste plošče debele 1,5 mm so bile spojene z zakovicami skozi luknje, ki so nastale med litjem in tvorile serijo obročev. Spodnje plošče so bile do 25 mm debele do kolena in 19 mm od kolena do trebuha, medtem ko so bile zgornje plošče debele od 6 do 12 mm, razen kjer je bila potrebna dodatna trdnost pri sklepih, kot so ramena, vrat, itd.

## Uničenje
Kip je stal 54 let, dokler ni Rodosa prizadel potres v letu 226. pred našim štetjem, ko so bili znatno poškodovani tudi veliki deli mesta, vključno s pristaniščem in komercialnimi stavbami, ki so bile uničene. Kip se je prelomil pri kolenih in padel na zemljo. Ptolemej III. je ponudil plačilo za rekonstrukcijo kipa, vendar pa je preročišče Delfi prestrašilo Rodošane, ki so se bali, da so užalili Helija in so zavrnili obnovo.
Ostanki so ležali na tleh, kot je opisal Strabon (xiv.2.5) že več kot 800 let in celo zlomljeni so bili tako impresivni, da so jih mnogi potovali, da bi jih videli. Plinij starejši je opozoril, da je malo ljudi lahko zavihalo roke okoli padlega palca in da je bil vsak njegov prst večji od večine kipov.
Leta 653 je arabska sila pod muslimanskim kalifom Muavija I. zajela Rodos in po kroniki Teofana Spovednika  je bil kip raztopljen in prodan judovskem trgovcu v Edeso, ki je na 900 kamelih naložil bron . Arabsko uničenje in domnevna prodaja Judu je verjetno izvirala kot močna metafora za Nebukadnezarjeve sanje o uničenju velikega kipa.
Isto zgodbo je zabeležil Bar Hebraeus, ki je pisal v sirijščini v 13. stoletju v Edesi : (po arabskem plenjenju Rodosa) »In veliko število moških je vleklo za močne vrvi, ki so bile vezane na bronasti Kolos, ki je bil v mestu in ga potegnili dol. In s tehtnico so odmerili tri tisoč tovorov korintske medenine in jih prodali nekemu Judu iz Emese« (sirsko mesto Homs). Edini vir tega opisa je Teofan, ki mu sledijo vsi drugi viri.

## Položaj
Pristanišče Kolos je bilo plod srednjeveške domišljije, ki je temeljila na dvoumnem besedilu »nad zemljo in morjem« in zapisi italijanskega obiskovalca, ki so leta 1395 opozorili, da je krajevna tradicija pokazala, da je desna noga stala tam, kjer je cerkev sv. Janeza. Številne poznejše ilustracije prikazujejo kip z eno nogo na obeh straneh ustja pristanišča z ladjami, ki plujejo pod njim. Sklicevanja na to pojmovanje najdemo tudi v literarnih delih (Shakespeare v Juliju Cezarju (I, ii, 136-38) na primer).
New Colossus (1883) je sonet Emme Lazarus, vrezan na bronasto ploščo in postavljen na podstavek Kipa svobode leta 1903, in omenja grškega velikana.
Medtem ko te navidezne podobe napajajo napačno prepričanje, mehaniki situacije razkrivajo, da Kolos ni mogel priti do pristanišča, kot je opisano v Lemprièrovem Klasičnem slovarju. Če bi dokončani kip prišel v pristanišče, bi bilo celotno ustje pristanišča dejansko zaprta med konstrukcijo in Rodošani niso imeli sredstev, da bi ga po gradnji vrnili in ponovno odprli pristanišče. Tudi padel kip bi blokiral pristanišče in ker Rodošani niso imeli možnosti, da bi odstranili padel kip iz pristanišča, ne bi ostal viden na kopnem v naslednjih 800 letih, kot je bilo že povedano. Kljub zanemarjanju teh ugovorov je bil kip izdelan iz brona, inženirske analize pa kažejo, da ga ni bilo mogoče zgraditi z nogami, ne da bi se zrušil pod lastno težo. Mnogi raziskovalci so razmišljali o alternativnih položajih kipa, ki bi ga pri starejših izdelovalcih naredili bolj izvedljive. Prav tako ni nobenega dokaza, da je kip držal baklo; opis preprosto pravi, da so po zaključku Rodošani vžgali "svetilko svobode". Relief v bližnjem templju kaže, da si Helij z eno roko ščiti oči in je povsem mogoče, da je bil kolos zgrajen v istem položaju. Medtem ko ne vemo, kakšen je kip, imamo dobro predstavo o tem, kako sta izgledala glava in obraz, saj je bila takrat standardna podoba. Glava bi imela skodrane lase z enakomerno razmaknjenimi konicami iz bronastih ali srebrih pramenov, podobno slikam na sodobnih rodoških kovancih.

## Možna lokacija
Medtem ko se raziskovalci na splošno strinjajo, da anekdotske upodobitve Kolosa, ki stoji na vstopu v pristanišče, nimajo nobene zgodovinske ali znanstvene podlage, je dejanska lokacija kipa še vedno predmet razprav. Tla trdnjave sv. Nikolaja v bližini pristaniškega vhoda, vsebujejo krog iz peščenskih blokov neznanega izvora ali namena. Zakrivljeni bloki marmorja, ki so bili vgrajeni v strukturo trdnjave, se preveč zapletajo, da bi bili ostanki marmorne osnove za Kolos, ki bi stal na temeljih iz peščenjakovih blokov.
Arheologinja Ursula Vedder pravi, da Kolos sploh ni bil na območju pristanišča, temveč je bil del akropole, ki je stala na griču, in gleda na pristaniško območje. Razvaline velikega templja, za katerega so mislili, da so bile posvečene Apolonu, so na najvišji točki hriba. Vedderjeva verjame, da bi bila zgradba pravzaprav Helijevo svetišče, del njegovih ogromnih kamnitih temeljev pa bi lahko služil kot podporna ploščad Kolosu.

## Novi kolos
Decembra 2015 je skupina evropskih arhitektov napovedala načrte za izgradnjo sodobnega Kolosa, ki bi povezal dva pomola pristaniškega vhoda, kljub prevladi dokazov in mnenju znanstvenikov, da prvotni spomenik ni mogel stati tam. Novi kip, visok 150 metrov (petkratna višina izvirnika), bi stal približno 283 milijonov dolarjev, ki bi se financiral iz zasebnih donacij in množičnih virov. Kip bi vključeval kulturni center, knjižnico, razstavno dvorano in svetilnik, ves oblečen v solarne plošče.